# یک ذره بیشتر بده
«یک ذره بیشتر بده» یک تک‌آهنگ از گروه موسیقی آلترنتیو راک مارون فایو است که در سال ۲۰۱۰ میلادی منتشر شد. این تک‌آهنگ در آلبوم سراسر دست قرار داشت.